# نهر بورسك

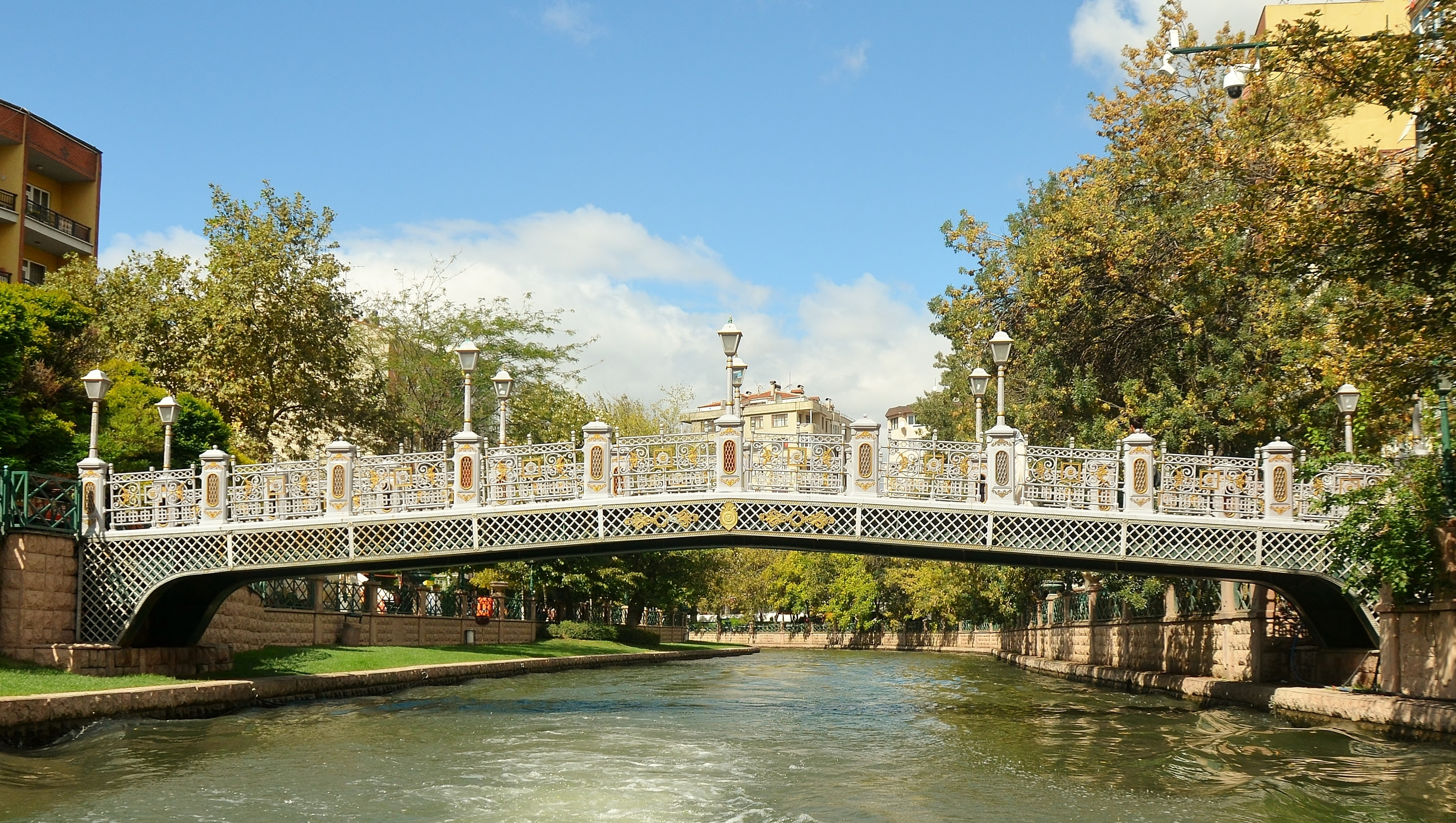
جسر على نهر بورسك في اسكيشهر

نهر بورسوك ويدعى كذلك نهر كوكاسو-بورسوك (بالتركية: Porsuk Çayı, Kocasu-Porsuk Çayı)‏ وتمبريس قديما، هو نهر تركي، يتدفق لمسافة 448 كم (278 ميل). تقع مدينة اسكيشهر على ضفاف هذا النهر. النهر يقع عليه سدان وهما سد بورسك الأول وسد بورسوك الثاني ليشكلان خزانات كبيرة. يصب نهر بورسك في نهر صقاريا بالقرب من بلدة بولادلي وغورديوم القديمة.